# احمد خلیلی
احمد خلیلی (زادهٔ ۱۳۲۲ قزوین - درگذشته ۱۳۸۷) نقاش ایرانی بود. خلیلی از ۱۳ سالگی شاگرد «مرشد محمد نقاش» شد و در کارگاه او در کنار حسین قوللر آغاسی، محمد مدبر، حسن اسماعیل‌زاده، عباس بلوکی فر و حسین همدانی به یادگیری نقاشی قهوه‌خانه‌ای پرداخت. او از سال ۱۳۵۳ تا ۱۳۷۲ در آتلیه نقاشی سازمان صدا و سیما به کار مشغول و در سال ۱۳۷۲ نیز بازنشسته شد.
برخی از آثار احمد خلیلی در موزه هنرهای معاصر تهران، دفتر امور هنرهای تجسمی وزارت ارشاد، کاخ موزه نیاوران، کاخ موزه سعدآباد و موزه آزادی حفظ و نگهداری می‌شوند.
مقدمه
نقاشی قهوه‌خانه‌ای، بازتابی صادق و اصیل از هنر هنرمندانی عاشق و دلسوخته است. این هنر پدیدهایی نوظهور در تاریخ نقاشی ایران است كه همراه حفظ تمامی ارزش های منطقی هنر مذهبی و سنتی ایران، به ضرورت نیاز و خواست مردم و به پاس احترام به باورهای مردم متولد  شد. از آنجا كه تعداد باسوادان در بین عموم مردم اندک بود و هزینه کردن برای نسخه برداری از كتاب ها برای همه مقدور نبود، نقل داستان یکی از دل‌انگیزترین سرگرمی‌های پیشینیان به حساب می‌آمد.  نقالان در كاخ‌ها و دربار و همچنین در میان عموم مردم به روایت‌گری می‌پرداختند.
ریشه‌ی نقاشی خیالی‌نگاری را محققین به دوره آل بویه نسبت داده‌اند كه برای برپایی مراسم  سوگواری امام حسین (ع) نقش شده است. پس از آن در دوره صفوی و زمان سلطنت شاه اسماعیل اول برای ترویج روحیه‌ی سلحشوری سربازان، پرده‌هایی از واقعه عاشورا همراه  سپاهیان فرستاده می‌شد و نقالانی این پرده‌ها را نقل می‌كردند.
نقاشی قهوه‌خانه‌ای عنوانی‌ست كه زنده یاد كریم امامی به دلیل سکونت و استقرار نقاشان در قهوه‌خانه‌ها به این نقاشی بخشید؛ اما خود نقاشان شیوه‌ی كار خود را خیال‌نگاری می‌دانند. با نقاشی خیالی‌نگاری، هنر تصویرسازی توانست پس از سده‌ها از كاخ ها و دربارها و از كتب نفیس بیرون آمده و در دسترس مردم عادی قرار گیرد. اساتیدی مانند استاد احمد خلیلی، بانیان مکتبی اصیل بودند و فراخور شأن و آبروی این هنر مردمی کوشیدند تا نقاشی قهوه‌خانه در تاریخ هنر ایران در مقامی بس والا و پایدار برجای بماند.
در سال‌های اخیر نقاشی قهوه‌خانه در حال نابودی و فراموشی است و علی رغم احساس نیازی كه برای حفظ نقاشی قهوه‌خانه‌ای وجود دارد ، كسی متولی حفاظت و حراست از آن به عنوان میراث گذشتگان این سرزمین نیست.
از كودكی تا نوجوانی
استاد احمد خلیلی در سال 1322، در محله‌ای نزدیک مقبره امامزاده حسین (ع)، در قزوین به دنیا  آمد. پنج ساله بود كه به همراه خانواده از قزوین به تهران رفتند. پانزده سال داشت كه با كارگاه  نقاشی "مرشد محمد نقاش" آشنا شد. به همه‌ی اعضای خانواده گفته بود كه خط و نقاشی را  بیشتر از هر كاری دوست دارد. پدرش او را بسیار نصیحت می‌كرد كه "نقاشی برات نون و آب نمیشه". در نهایت یک روز، با همسایه شیشه بر پایین خانه‌شان ترک دوچرخه به بازارچه  كلعباسعلی (خیابان البرز) كوچه حمام برق پیش مرشد محمد رفت. سال‌ها بعد فهمید استاد محمد مدبر و استاد حسین قوللر آقاسی كه آنجا رفت و آمد می‌كردند و تابلو نقاشی می‌كردند ا  بنیانگذاران نقاشی قهوه‌خانه‌ای بودند.
جوانی
استاد احمد خلیلی در همان سال ها نقاشی را از استاد محمد مرشد كه تسلط كاملی بر روی  سبک‌های نقاشی قهوه‌خانه‌ای داشت یاد‌گرفت. در كنار نقاشی، یادداشت خاطرات روزانه عادت همیشگی استاد شده بود. در پایان هر روز روی قطعه ای كاغذ یا مقوا خاطرات روزانه‌ی خود را یادداشت می‌کرد. فکر می‌كرد از آنجایی كه حافظه‌ی خوبی ندارد این یادداشت ها ممکن است درجایی به كمکش بیاید. یا شاید به کار نویسنده‌ یا شخص دیگری بیاید که بخواهد زندگی یک هنرمند نقاش را به تصویر بکشد.
او در یادداشت‌هایش نوشته است:" كارگاه مرشد محمد نقاش جایی بود كه بی‌آنکه بدانم با بنیان‌گذاران نقاشی‌قهوه‌خانه‌ای آشنا شدم. هر روز در كنار آب و جار و كردن كارگاه و خرید مایحتاج روزانه مرشد محمد، مطلب جدیدی درباره ی نقاشی یاد می‌گیرم." استاد احمد خلیلی، هم دوره‌ی استادان نقاشی‌قهوه‌خانه‌ای مانند حسن اسماعیل‌زاده، عباس بلوكی‌فر و حسین همدانی بود.
استاد خلیلی در سال 1346 با دختردایی‌اش، فاطمه خانم ازدواج كرد و چند سال بعد صاحب چهار فرزند به نام‌های رضا، علی، داود و سعید شد. استاد درباره‌ی همسرش نوشته  است: "فاطمه همه‌ی هست و نیست من برای همه‌ی سال‌های زندگی ام. با حضور فاطمه در انجام همه‌ی كارهایم انگار جدی‌تر شده‌ام."
كار در صداوسیما
استاد خلیلی در سال 1354 در آتلیه‌ی نقاشی سازمان صدا و سیما مشغول به كار شد. ایشان در  یادداشت هایش نوشته است: "به دنبال آگهی در یک روزنامه به طور معجزه آسایی سر از سازمان  رادیو تلویزیون ملی ایران درآوردم. كار چه كسی غیر از خدا می‌توانست باشد. با حداقل مدرک  تحصیلی و حداكثر سن 32 سال. پس از یک دوره‌ی كوتاه مدت سه ماهه آموزشی، رسماً رسم  شدم. باوركردنی نبود و نیست. اما شد، چون خدا می‌خواست." استاد احمد خلیلی در طول این سال‌ها آثار بسیاری، به ویژه در سبک نقاشی قهوه‌خانه‌ای، خلق كرد. 
تعداد 129 تابلو نقاشی با سبک نقاشی‌قهوه‌خانه‌ای، كلاسیک، قاجاری و امپرسیونیسم در ابعاد مختلف در كشورهای ایران (تهران، قزوین، مشهد، قم، فرهنگسرای نیاوران، بنیاد ایرانشناسی) آمریکا، انگلستان، آلمان، هند و هاوایی بر جای مانده است. ایشان در سال 1372 از سازمان صدا  و سیما بازنشسته شد.
بازنشستگی
قهوه‌خانه سنتی آذری كه سال 1372 توسط شهرداری تهران بازسازی و با مدیریت برادران آذری اداره می‌شد، جایگاه هنرمندان و هنر‌دوستان كشور گردیده بود. استاد احمد خلیلی در همان  سال، در قسمت شاه‌نشین قهوه خانه سنتی آذری مشغول به كشیدن نقاشی قهوه خانه‌ای بود و همه روزه بعد از ظهرها، چند ساعت از وقت خود را در این نمایشگاه عمومی می گذراند. در  قهوه‌خانه، نقالی و شاهنامه خوانی بسیار رایج بود و استاد احمد خلیلی نیز بر داستان زندگی امامان و شاهنامه فردوسی تسلط داشت.
در قهوه‌خانه سنتی آذری تابلوهایی از استاد احمد خلیلی با مضامین داستان رستم و اشکبوس، در آتش  رفتن سیاووش، رستم و سهراب، صحنه‌ی آتش زدن خیمه های حضرت اباعبدالله‌الحسین (ع(،  درویش، رستم و تهمینه، و جنگ رخش و شیر به چشم میخورد.
استاد احمد خلیلی در بیش از 20 نمایشگاه گروهی در تهران حضور داشتند و چندین ورک‌شاپ در شهرهای بم، قشم و مشهد برگزار كردند. ایشان در سال‌های 1374 و 1376، در دوسالانه‌ی موزه‌ی هنرهای معاصر حضور داشته‌اند. مصاحبه‌ها و مقالات متعددی از ایشان در  روزنامه‌های خراسان، قدس، ابرار، همشهری و ایران چاپ شده است. آثار استاد احمد خلیلی هم اكنون در موزه‌ی هنرهای معاصر تهران، دفتر امور هنرهای تجسمی وزارت ارشاد، كاخ- موزه  نیاوران، كاخ- موزه سعدآباد و موزه‌ی آزادی نگهداری می‌شود. این استاد نقاشی، آخرین اثر خود را در كارگاه نقاشی قهوه‌خانه، به مناسبت سالروز حماسه‌ی جاودانه‌ی آزادی خرمشهر ارائه كرد. 
ویژگی كارها
نقاشی قهوه‌خانه‌ای از نظر محتوا شامل سه ویژگی می‌شود كه هر سه این ویژگی‌ها در آثار استاد احمد خلیلی مشهود است. ویژگی اول روحیه‌ی ملی است كه برگرفته از ادبیات و حماسه های ملی ایران است. دوم، رنگ و بوی بومی و سنتی است كه برگرفته از رسوم و سنت‌های رایج در بین عموم مردم ایران است و سوم، روحیه‌ی مذهبی است كه  بازتابی از روایات، احادیث، داستان‌ها و حماسه‌های اسلامی است. استاد همواره سعی داشت قلمی كه روی بوم می‌گذارد حماسه و وقایعی همچون عاشورا را زنده كند. 
در طول هشت سال جنگ نیز صدها عکس شهید در شهرک ولیعصر منطقه 18( محل سکونت ایشان)، به رایگان و با جان و دل نقاشی كرد‌ند و امروز در هر منزل شهید، مسجد و هیئتی نقاشی استاد به دیوار آویخته شده است. استاد احمد خلیلی در حوزه‌ی مجسمه سازی، ادبیات و شعر و مقاله‌نویسی نیز فعالیت می‌کردند اما جامعه هنری ایشان را به عنوان نقاش قهوه‌خانه‌ای می شناسد.
پایان
 

"شعر گفته‌ام، اما شاعر نیستم. مجسمه ساخته‌ام، اما مجسمه ساز نیستم، مطلب و مقاله بسیار نوشته‌ام، اما نویسنده نیستم. با حروف و كلمات اشکال و خطوط بدیعی خلق كرده‌ام و تایپوگرافیست نیستم، آثار بسیار دقیق و زیبا از نقاشی قاجاریه مو به مو كپی كردم و نقاش قاجاری هم نیستم. ده‌ها تابلو رنگ روغن به سبک و سیاق سورئال كشیده‌ام، بی آنکه سورئالیسم باشم. این همه را گفتم و نوشتم تا تو بدانی صدها تابلو نقاشی قهوه‌خانه‌ای كاركرده‌ام بی‌آنکه نقاش  قهوه‌خانه‌ای باشم. ای عجب كه میان هستم و نیستم." استاد احمد خلیلی در 21 تیرماه بر اثر سرطان ریه در سن 64 سالگی در تهران درگذشتند. ایشان یکی از آخرین بازماندگان نقاشی قهوه‌خانه‌ای در دهه‌های 70 و 80 در ایران بودند كه آثار ماندگاری در عرصه هن‌های سنتی ایران به جا گذاشتند.

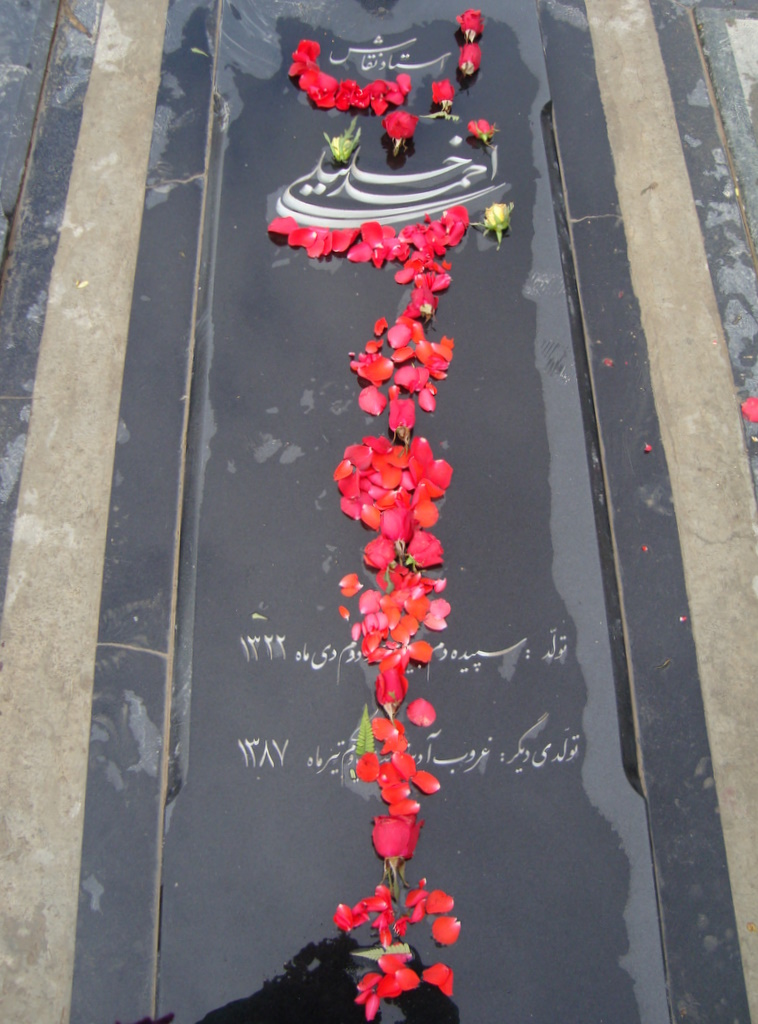
تصویری از سنگ‌گور احمد خلیلی